# La Fiancée de Corinthe
La Fiancée de Corinthe (Die Braut von Korinth) est un poème de Johann Wolfgang von Goethe, écrit en 1797.

## Sujet
Le poème relate une intrigue qui se déroule dans l'Antiquité, au cours des premiers siècles apr. J.-C. Une jeune femme morte revient de la tombe pour revoir son fiancé.

## Analyse
La Fiancée de Corinthe est l'une des premières histoires de vampires de la littérature, mais le thème est emprunté à un récit du Livre des Merveilles de Phlégon, auteur du IIe siècle. Le poème aborde la confrontation entre les religions païennes et le christianisme récemment apparu, et contient également des composantes érotiques.

## Réception
En 1862, Jules Michelet critique Goethe dans son essai La Sorcière. D'après Michelet, Goethe « gâte la merveilleuse histoire, souille le grec d'une horrible idée slave » en faisant de la fiancée un vampire. Pour Michelet, cette interpretation de l'histoire est un exemple de la manière dont les figures de l'Antiquité païenne sont détournées en figures maléfiques et monstrueuses au profit du christianisme.